# Sân bay Tarama
Sân bay Tarama (多良間空港 Tarama Kūkō, (IATA: TRA, ICAO: RORT)) là một sân bay ở Tarama, quận Miyako, tỉnh Okinawa, Nhật Bản.
Sân bay do tỉnh này vận hành, là một sân bay cấp 3.

## Các hãng hàng không và các tuyến điểm
Hiện có các hãng hàng không sau đang hoạt động tại sân bay này:
- Japan Airlines
  - Japan Transocean Air
    - Ryukyu Air Commuter (Miyakojima)